# Euschaefferia mclayi
Euschaefferia mclayi là một loài bọ cánh cứng trong họ Trogossitidae. Loài này được Van Dyke miêu tả khoa học năm 1944.